# Soweto
Soweto (de South Western Townships, ou "Bairros do Sudoeste") é uma cidade contígua a Joanesburgo na África do Sul, que foi estabelecida em 1963, para juntar sob uma mesma administração um conjunto de bairros para negros. De acordo com as leis do Apartheid, os negros não podiam viver em áreas reservadas aos brancos; para além dos bairros construídos para alojar os trabalhadores negros das minas de ouro, alguns bairros de cidadãos negros da classe média foram incorporados no Soweto. Em 1983, o Soweto deixou de fazer parte da municipalidade de Joanesburgo, passando a ter o estatuto de cidade e a sua própria administração. 
Ficou conhecida na época do apartheid por ser foco de resistência anti-racista e de protestos dos negros contra a política oficial de discriminação racial. Uma destas manifestações foi violentamente reprimida pela polícia em 16 de Junho de 1976, passando à história como o Massacre de Soweto.

## Ligação externa
- Cronologia da história do Soweto (em inglês)